# ヘンリー郡 (ミズーリ州)
ヘンリー郡（英: Henry County）は、アメリカ合衆国ミズーリ州の西部、ミズーリ川の南岸に位置する郡である。2010年国勢調査での人口は22,272人であり、2000年の21,997人から1.3％増加した。郡庁所在地はクリントン市（人口9,008人）であり、同郡で人口最大の都市でもある。ヘンリー郡は1835年12月13日に組織化され、当時バージニア州選出アメリカ合衆国上院議員を務めていたウィリアム・ケイベル・ライブズに因んでライブズ郡と名付けられたが、1841年に同じくバージニア州選出アメリカ合衆国上院議員を務めたアメリカ独立戦争の愛国家パトリック・ヘンリーに因んで改名された。ライブズはホイッグ党に加わったためにミズーリ州では人気を失っていた。

## 地理
アメリカ合衆国国勢調査局に拠れば、郡域全面積は732.55平方マイル (1,897.3 km2)であり、このうち陸地702.48平方マイル (1,819.4 km2)、水域は30.07平方マイル (77.9 km2)で水域率は4.10％である。

### 主要高規格道路
- ミズーリ州道7号線
- ミズーリ州道13号線
- ミズーリ州道18号線
- ミズーリ州道52号線

### 隣接する郡
- ジョンソン郡 - 北
- ペティス郡 - 北東
- ベントン郡 - 東
- セントクレア郡 - 南
- ベイツ郡 - 西
- カス郡 - 北西

## 人口動態
以下は2000年の国勢調査による人口統計データである。
| 基礎データ - 人口: 21,997人 - 世帯数: 9,133 世帯 - 家族数: 6,246 家族 - 人口密度: 12人/km2（31人/mi2） - 住居数: 10,261軒 - 住居密度: 6軒/km2（15軒/mi2） 人種別人口構成 - 白人: 96.61% - アフリカン・アメリカン: 1.02% - ネイティブ・アメリカン: 0.70% - アジア人: 0.25% - 太平洋諸島系: 0.02% - その他の人種: 0.344% - 混血: 1.05% - ヒスパニック・ラテン系: 0.91% 年齢別人口構成 - 18歳未満: 23.7% - 18-24歳: 7.8% - 25-44歳: 25.8% - 45-64歳: 24.4% - 65歳以上: 18.3% - 年齢の中央値: 40歳 - 性比（女性100人あたり男性の人口） - 総人口: 95.5 - 18歳以上: 91.3 | 世帯と家族（対世帯数） - 18歳未満の子供がいる: 28.4% - 結婚・同居している夫婦: 55.3% - 未婚・離婚・死別女性が世帯主: 9.3% - 非家族世帯: 31.6% - 単身世帯: 27.7% - 65歳以上の老人1人暮らし: 13.3% - 平均構成人数 - 世帯: 2.37人 - 家族: 2.86人 収入と家計 - 収入の中央値 - 世帯: 30,949米ドル - 家族: 36,328米ドル - 性別 - 男性: 27,932米ドル - 女性: 19,201米ドル - 人口1人あたり収入: 16,468米ドル - 貧困線以下 - 対人口: 14.3% - 対家族数: 11.4% - 18歳未満: 19.4% - 65歳以上: 13.9% |

## 都市と町
- ブレアズタウン
- ブラウニントン
- カルフーン
- クリントン - 郡庁所在地
- ディープウォーター
- ハートウェル
- ラデュー
- モントローズ
- タイトワッド
- ユーリッチ
- ウィンザー

## 政治

### 地方
ヘンリー郡の地方レベルでは民主党が大半の政治を支配しており、郡の選挙で選ばれる役職は4人を除いて独占している。

#### 2008年大統領予備選挙
2008年の大統領予備選挙で、ヘンリー郡は共和党のジョン・マケインと民主党のヒラリー・クリントンを選んだ。民主党の予備選挙ではヒラリー・クリントンが1位となり、さらに共和党予備選挙で投じられた総票数よりも多かった。